# KAJ
是一个来自芬兰波赫扬马区沃罗市镇的乐队及喜剧团体。该团体的背景为芬蘭瑞典族文化，主要以瑞典语来演出，并在歌词中使用沃罗方言。团体成员为谢温·霍尔姆斯特伦、阿克塞尔·奥曼、雅各布·诺尔高。乐队名字KAJ由三人名字的首字母组成。
KAJ参加并赢得了2025年的瑞典旋律节，并由此代表瑞典参加2025年歐洲歌唱大賽，他们演唱的歌曲是〈一起蒸桑拿〉。

## 樂團成員
KAJ的成員分別出生於三個不同的市鎮，這些市鎮後來合併為現今的沃羅市镇。
谢温·霍尔姆斯特伦（芬蘭瑞典語：[ˈkevin ˈholmstrøm] ⓘ，1993年12月12日—）－擔任主唱、吉他手及多種樂器演奏者。他來自原奥拉瓦伊斯市镇。 曾就讀於阿卡達應用科學大學，主修影視音效製作與設計。 現與妻子居住在赫爾辛基卡利奧区。 他是越野滑雪選手马蒂亚斯·斯特兰德瓦尔和前職業足球員塞巴斯蒂安·斯特兰德瓦尔的表親。 他因經常高喊「我好興奮！」（I'm excited!）而有了「大谢夫」（Big Kev）的綽號，這個綽號源自於一位澳洲商人。此綽號是透過KAJ社群票選決定。
阿克塞尔·奥曼（芬蘭瑞典語：[ˈɑksel ˈoːmɑn] ⓘ，1993年2月6日—）－擔任主唱、貝斯、小提琴、薩克斯風等多種樂器演奏者。 他來自原沃羅市镇。 同時也是短篇小說、兒童書籍與長篇小說作家，自2020年以來已出版四部作品。 曾在瑞典语国民小学之友主辦的2017年阿尔维德·默内比赛中獲得第三名。 他曾在赫爾辛基大學附屬的瑞典社會科學學院主修新聞學，並在《瓦萨日报》擔任記者。 現與妻子居住在瓦薩，此前曾住在赫爾辛基。 綽號為「國際先生」（Mr. International）。
雅各布·诺尔高（芬蘭瑞典語：[ˈjɑːkob ˈnorːɡoːrd] ⓘ，1993年3月22日—）－擔任主唱與吹奏口風琴。他來自原马克斯穆市镇。 曾在阿卡達應用科學大學主修影視攝影與剪輯。 2017年曾擔任芬蘭廣播公司X3M電台主持人。 現與未婚妻住在赫爾辛基。 綽號為「Schakob」，源自於和瑞典SVT合作的短劇。